# Lamprosema atsninana
Lamprosema atsninana là một loài bướm đêm trong họ Crambidae.